# Janez Cigler Kralj
Janez Cigler Kralj (ur. 28 grudnia 1978) – słoweński polityk, działacz partyjny i rzecznik prasowy, od 2020 do 2022 minister pracy, rodziny, spraw społecznych i równouprawnienia.

## Życiorys
Pochodzi z gminy Ravne na Koroškem, w młodości był skautem. Ukończył politologię na wydziale nauk społecznych Uniwersytetu Lublańskiego, specjalizując się w analizie i administracji publicznej. Związał się z ugrupowaniem Nowa Słowenia, od 2006 do 2008 pozostawał jego rzecznikiem prasowym. Następnie od 2008 zatrudniony w spółce Infonet media, zaś od 2010 do 2012 był specjalistą do spraw komunikacji w państwowym funduszu zajmującym się finansowaniem szkoleń i rozwojem zasobów ludzkich. Pracował później w strukturach klubu parlamentarnego Nowej Słowenii, w 2015 objął kierownictwo nad powiązaną z partią organizacją pracowniczą Združenje delavcev NSi. Reprezentował ją w europejskich federacjach związkowych: EZA (finansowanej przez UE) i EUCDW (współpracującej z Europejską Partią Ludową).
13 marca 2020 w trzecim rządzie Janeza Janšy objął urząd ministra pracy, rodziny, spraw społecznych i równouprawnienia. W wyborach w 2022 uzyskał mandat posła do Zgromadzenia Państwowego. W czerwcu tegoż roku zakończył pełnienie funkcji ministra. W wyborach prezydenckich w 2022 był kandydatem swojej partii na urząd prezydenta, zajął szóste miejsce wśród siedmiu pretendentów z wynikiem około 4,4% głosów.

## Życie prywatne
Żonaty z pedagog Klavdiją Kralj, ma czworo dzieci.